# 村井弥兵衛
3代 村井 弥兵衛（むらい やへえ、1844年7月15日（弘化元年6月1日）- 1911年（明治44年）2月17日）は、明治期の実業家、政治家。貴族院多額納税者議員。旧名・源吾、井弥3代当主。

## 経歴
陸奥国岩手郡、のちの岩手県盛岡市で、村井道専の長男として生まれた。1875年（明治8年）小坂鉱山及び釜石鉱山御用達となる。1879年（明治12年）家督を相続し弥兵衛に改名した。
呉服太物商に加えて、1884年（明治17年）味噌醤油醸造業を営み、1904年（明治37年）東京支店を開設した。1896年（明治29年）盛岡銀行の創設に参画し頭取に就任した。その他、北上取締役、岩手県農工銀行取締役、盛岡電気取締役、三陸汽船合資会社社員、日清紡績監査役などを務めた。
政界では、盛岡市会議員、同名誉職参事会員に在任。1904年（明治37年）貴族院多額納税者議員に互選され、同年9月29日から1908年（明治41年）7月8日まで在任した。
1911年（明治44年）2月17日、丹毒により死去した。

## 親族
- 孫 4代・村井弥兵衛（旧名・弥七郎、社会事業家）[8][9]
- 養子（娘の夫）・村井昌八（旧名・関昌八、盛岡倉庫、盛岡電燈、花卷溫泉電氣鐵道各（株）取締役、第九十銀行（株）監査役）[10]